# Liste der Streetart-Objekte in Innsbruck-Arzl
Die Liste der Streetart-Objekte in Innsbruck-Arzl enthält die von der Stadt Innsbruck in Arzl gelisteten und realisierten Streetart.

## Streetart
Die folgende Liste enthält katalogisierte Streetart in Innsbruck.
| Foto |                 | Name    | Typ | Standort                     | Künstler     | Datierung | Beschreibung | Metadaten |
| ---- | --------------- | ------- | --- | ---------------------------- | ------------ | --------- | ------------ | --------- |
| BW   | Datei hochladen | ID: 450 |     | Innpromenade O-Dorf Standort | Lukas Goller | 2022      |              |           |
| BW   | Datei hochladen | ID: 451 |     | Innpromenade O-Dorf Standort | Lilee        | 2022      |              |           |
| BW   | Datei hochladen | ID: 452 |     | Innpromenade O-Dorf Standort | HNRX         | 2022      |              |           |